# Lee Harrison
Lee Harrison, född 12 september 1971 i Billericay, England, är en engelsk fotbollsmålvakt i Wycombe Wanderers.
Lee Harrison startade sin karriär i Charlton Athletic FC varifrån han blev utlånad till både Fulham FC och Gillingham FC. 1996 kom han till Barnet FC och spelade ända fram till 2003. Han gjorde under den sejouren 234 ligamatcher och blev vald till Player of the Year tre gånger.
Han såldes 2003 till Leyton Orient FC för £10 000 där han spelade två säsonger. Efter ett år i Peterborough United FC återvände han sedan till Barnet FC sommaren 2006. Han är numera klubbkapten och fungerar även som målvaktstränare.